# Gomphichis gracilis
Gomphichis gracilis är en orkidéart som beskrevs av Rudolf Schlechter. Gomphichis gracilis ingår i släktet Gomphichis och familjen orkidéer. Inga underarter finns listade i Catalogue of Life.